# Methuen (Massachusetts)
Pour les articles homonymes, voir Methuen.
Methuen est une ville du comté d'Essex, dans l'État du Massachusetts, aux États-Unis. Selon le 22e recensement des États-Unis d'Amérique de 2000, sa population est de 43 789 habitants. Si les premières installations de colons remontent à 1642, c'est en 1726 qu'est officiellement constituée la ville, du nom du diplomate et homme politique britannique Sir Paul Methuen.

## Géographie
Selon le Bureau du recensement des États-Unis, la ville a une superficie totale de 59,8 km² (23,1 miles²), dont 58 km² (22,4 miles²) de terres et 1,8 km² (0,7 mile²) d'eau, soit 2,95 % de son territoire. La ville est située sur la rive nord du fleuve Merrimack et est traversée par un de ses affluents, la rivière Spickett, ainsi que par de nombreux ruisseaux et cours d'eau. Plusieurs étangs parsèment la région, et la ville abrite une forêt, une réserve d'oiseaux et un parc d'État protégé, le Tenney State Park. Pine Island, une île au sud de la ville, sur le fleuve Merrimack, fait également partie de la ville.
La ville est située sur la frontière ouest du comté d'Essex, au sud du comté de Rockingham, dans le New Hampshire. Methuen est entourée de plusieurs municipalités, dont Haverhill au nord-est, North Andover à l'est, Lawrence et Andover au sud, Dracut à l'ouest, Pelham (New Hampshire) au nord-ouest et Salem (New Hampshire) au nord. Elle est distante de 50 kilomètres de Boston et de 40 kilomètres de Manchester, dans le New Hampshire.

## Démographie
Selon le 22e recensement des États-Unis d'Amérique de 2000, la population de Methuen est de 43 789 habitants, répartis en 16 532 ménages et 11 539 familles, soit une densité de population de 754,8 personnes au kilomètre carré. 16 885 foyers sont répartis sur le territoire, soit une densité de 291 habitations au kilomètre carré. Sa population est majoritairement blanche, avec 89,35 % de blancs, 1,35 % d'afro-américains, 0,22 % amérindiens, 2,38 % d'asiatiques et 4,87 % d'autres races.

## Transport
Methuen est situé à l'est de l'autoroute Interstate 93, trois de ses sorties permettant d'accéder à la ville, et à l'ouest de l'Interstate 495, sur le tronçon allant de Lawrence à Haverhill. Une route d'État, la Massachusetts Route 213, également appelée « Loop Connector », fait la jonction entre les deux autoroutes et dessert, au moyen de cinq sorties, la ville de Methuen. La ville est également traversée par les routes 28, 110, et 113.
La municipalité de Methuen n'est desservie que par les bus de la Merrimack Valley Regional Transit Authority, une société régionale de transport public. Il n'existe pas d'autres formes de transport public desservant Methuen. La gare de train de banlieue la plus proche se situe à Lawrence, sur la ligne Haverhill/Reading. Le Lawrence Municipal Airport assure des vols de petits avions. L'aéroport régional de Manchester est l'aéroport assurant les vols intérieurs le plus proche. L'aéroport international le plus proche de Methuen est l'aéroport international Logan, à Boston.

## Sources
- (en) Cet article est partiellement ou en totalité issu de l’article de Wikipédia en anglais intitulé « Methuen, Massachusetts » (voir la liste des auteurs).